# Agrevo
AgrEvo GmbH là một công ty liên doanh giữa Hoechst và Schering, người đã đưa các hoá chất vệ nông sản/cây trồng tương ứng vào đầu năm 1994. Vào thời điểm đó, đây là nhà sản xuất thuốc bảo vệ thực vật lớn thứ tư với thị phần khoảng 9%, sau Novartis, Monsanto và Zeneca. Ban đầu Hoechst nắm giữ 60%cổ phiếu của Agrevo, và Schering nắm giữ 40%. Trụ sở chính của công ty được đặt tại Berlin trong khi bộ phận nghiên cứu được chuyển đến khu công nghiệp Höchst ở Frankfurt am Main.

## Sự phát triển
Năm 1999, Hoechst hợp nhất với Rhône-Poulenc để thành lập Aventis. Công ty mới đã hợp nhất Agrevo và các bộ phận của nó với Rhône-Poulenc để thành lập công ty mới Aventis CropScience và chuyển trụ sở công ty đến Lyon. Địa điểm cũ ở Berlin đã bị đóng cửa.
Năm 2002 Aventis và Schering, vẫn giữ 24% cổ phần của Aventis CropScience, đã bán công ty chung của họ cho Bayer. Aventis từ chối khái niệm khoa học sự sống và tập trung vào các hoạt động dược phẩm.
Aventis CropScience được hợp nhất vào Bayer Group với tên gọi Bayer CropScience. Các cơ sở sản xuất của Agrevo trước đây trong khu công nghiệp Höchst và trong công viên hóa chất Knapsack vẫn tiếp tục tồn tại.

## Sản phẩm
Aventis là nhà sản xuất thuốc diệt cỏ, thuốc diệt côn trùng và thuốc diệt nấm. Công ty sau đó đã bước vào lĩnh vực công nghệ sinh học. Ngô biến đổi gen StarLink là do Aventis nghiên cứu và phát triển.